# Ross Point
Ross Point är en udde i Antarktis. Den ligger i Sydshetlandsöarna. Argentina, Chile och Storbritannien gör anspråk på området.
Terrängen inåt land är varierad. Havet är nära Ross åt sydväst. Trakten är glest befolkad. Närmaste befolkade plats är Escudero Station, 18,2 kilometer norr om Ross Point. 